# Solomons Lied
Solomons Lied (engl. Song of Solomon) ist ein Roman von Toni Morrison. Das Buch wurde 1977 veröffentlicht und zwei Jahre später, im Jahr 1979, von Angela Praesent ins Deutsche übersetzt.
Der Roman beschreibt das Leben des jungen Afroamerikaners Macon Dead III, später Milkman (Milchmann) genannt. Das Buch zeigt die Gegenüberstellung des Protagonisten mit der Gemeinde, in der er leben muss, und zeigt seine Suche nach dem Gold seiner Familie und nach finanzieller Unabhängigkeit. Stattdessen findet er Vieles über seine Familie, seine Wurzeln und über sich selbst heraus.

## Zusammenfassung
Robert Smith, ein Versicherungsagent in einer namenlosen Stadt in Michigan, springt vom Dach des Mercy Hospitals. Er behauptet, dass er an das gegenüberliegende Ufer des Lake Superior fliegen könne. Herr Smith stürzt in den Tod. Am nächsten Tag entbindet Ruth Foster Dead, die Tochter des ersten schwarzen Arztes in der Stadt, das erste schwarze Kind im Mercy Hospital. Hierbei handelt es sich um den jungen Macon Dead III, der später den Namen Milkman bekommt.
Im Alter von vier entdeckt er, dass die Menschen nicht fliegen können, und verliert das ganze Interesse an sich selbst und an anderen. Ein Mitarbeiter von Milkmans Vater, Freddie, sieht eines Tages zufällig durch das Fenster, wie Macon III von seiner Mutter gestillt wird. Aus diesem Grund bekommt er seinen Spitznamen „Milkman“ (Milchmann). Er wächst wohl behütet in der Obhut seiner Mutter und seiner Tante, Pilate, auf. Betreut wird er von seinen Schwestern, First Corinthians (Die Ersten Korinther) und Magdalena called Lena (Magdalena, genannt Lena), verehrt und geliebt von seiner Freundin und Nichte, Hagar. Milkman erwidert ihre Freundlichkeit nicht und wächst gelangweilt und privilegiert auf. In seinem Mangel an Mitgefühl gleicht Milkman seinem Vater, Macon Dead II, ein rücksichtsloser Vermieter, der nur den Zuwachs von Reichtum verfolgt.
Milkmans Großvater, Macon Dead, erhielt seinen merkwürdigen Namen, als ein betrunkener Beamter irrtümlich seinen Namen in Dokumenten ausfüllte. Schließlich wurde Macon während der Verteidigung seines Landes getötet. Seine beiden Kinder, Macon Jr. und Pilate, wurden Zeugen des Mordes und nachfolgend voneinander entfremdet. Pilate wird zu einer armen, aber starken und unabhängigen Frau und zum Familienoberhaupt einer Familie, die ihre Tochter Reba und ihre Enkelin Hagar umfasst. Im Gegensatz zu seiner Schwester nutzt Macon Jr. seine Zeit, um Reichtum zu erwerben. Sowohl seine Familie, als auch seine Mieter beschimpfen ihn.
Zu der Zeit, Milkman erreicht das Alter von zweiunddreißig, fühlt er sich erdrückt von dem Leben mit seinen Eltern und will aus diesem entkommen. Macon Jr. informiert Milkman, dass Pilate Millionen von Dollar in Gold in einer grünen Plane von der Decke ihrer heruntergekommenen Hütte aufgehängt haben könnte. Mit der Hilfe seines besten Freundes, Guitar Bains, dem er einen Anteil an dem Gold verspricht, raubt Milkman die Plane von Pilate. Im Inneren der grünen Plane finden Milkman und Guitar nur ein paar Steine und ein menschliches Skelett. Später erfährt der Leser, dass das Skelett zu Milkmans Großvater, Macon Dead I, gehört. Guitar ist besonders enttäuscht, das Gold nicht finden zu können, da er die Mittel für die Durchführung seiner Mission für die „Seven Days“ (Sieben Tage) finden muss. Die „Seven Days“ ist eine geheime Gesellschaft, die die Ungerechtigkeiten gegen Afroamerikaner durch die Ermordung unschuldiger Weißer rächt.
In der Erwartung, dass das Gold in einer Höhle in der Nähe des Bauernhofs seines Großvaters in Pennsylvania sein könnte, verlässt Milkman seine Heimatstadt in Michigan und fährt in Richtung Süden. Dabei verspricht er Guitar einen Anteil von dem Gold, das er zu finden hofft. Bevor er wegfährt, beendet Milkman seine romantische Beziehung mit Hagar, die nach diesem Entschluss verrückt wird und mehrfach versucht, Milkman zu töten. Nach seiner Ankunft in Montour County, Pennsylvania, entdeckt Milkman, dass es kein Gold in der Höhle gibt. Später sucht er nicht mehr nach Gold, sondern nach der lange verschollenen Geschichte seiner Familie. Milkman trifft Circe, eine alte Hebamme, die Macon Jr. und Pilate nach dem Mord ihres Vaters geholfen hatte. Circe erzählt Milkman, dass Macon Deads ursprünglicher Name Jake war und dass er mit einem indianischen Mädchen namens Sing verheiratet war.
Ermutigt durch seine Entdeckungen fährt Milkman weiter nach Süden, nach Shalimar, seines Großvaters Stammsitz in Virginia. Milkman weiß nicht, dass er von Guitar, der Milkman ermorden will, verfolgt wird. Guitar glaubt, dass Milkman ihn betrogen hat. Zunächst fühlt sich Milkman unwohl in der Kleinstadtatmosphäre. Er entdeckt aber mit der Zeit immer mehr Hinweise auf seine Familiengeschichte. Aus einem Kinderlied über Solomon erfährt Milkman, dass Jakes Vater, sein Urgroßvater, der legendäre fliegende Afrikaner Solomon war, welcher der Sklaverei durch den Rückflug nach Afrika entflohen war. Nach einem erfolglosen Versuch mit Jake, seinem jüngsten Sohn, die Flucht zu ergreifen, verließ Solomon seine Frau Ryna und deren einundzwanzig Kinder. Verlassen, wird Ryna verrückt, so dass Jake von Heddy, einer indianischen Frau, erzogen wird und deren Tochter, Sing, heiratet.
Milkmans Erkenntnisse geben ihm tiefe Freude und einen Sinn. Milkman wird zu einem mitfühlenden, verantwortungsbewussten Erwachsenen. Nach einem überstandenen Attentat von Guitar kehrt Milkman nach Michigan zurück, um Macon Jr. und Pilate von Entdeckungen zu erzählen. Zu Hause entdeckt er, dass Hagar an gebrochenem Herzen gestorben ist und dass die emotionalen Probleme seiner Familie nicht verschwunden sind. Dennoch begleitet Milkman Pilate zurück nach Shalimar, wo sie Jakes Knochen auf Solomons Leap (Solomons Sprung), dem Berg, von dem Solomons Flug nach Afrika begann, begraben. Unmittelbar nach Jakes Beerdigung wird Pilate durch eine Kugel getötet, die Milkman treffen sollte. Traurig über den Tod von Pilate, aber ermutigt durch seine jüngste Verwandlung, ruft Milkman den Namen von Guitar aus und springt auf ihn zu. Mit diesem mehrdeutigen Sprung (Flug) endet der Roman Solomons Lied.

## Rezeption
Barack Obama gab an, das Buch sei sein Lieblingsbuch.
Robert McCrum hat das Werk in seine für den Guardian zusammengestellte Liste der 100 besten englischsprachigen Romane aufgenommen.
Die Band The Dead Milkmen benannte sich nach der Hauptfigur des Romans.